# Diocese de Cúcuta
A Diocese de Cúcuta (em latim:  
Dioecesis Cucutensis) é uma diocese centrada na cidade de Cúcuta, na província eclesiástica de Nueva Pamplona, na Colômbia.

## História
- 29 de maio de 1956: estabelecida como Diocese de Cúcuta desmembrada da Diocese de Nueva Pamplona.[1]

## Ordinários
| #                        | Nome                              | Período    | Notas                               |
| Bispos                   | Bispos                            | Bispos     | Bispos                              |
| ------------------------ | --------------------------------- | ---------- | ----------------------------------- |
| 10º                      | José Libardo Garcés Monsalve      | 2021-atual |                                     |
| 9º                       | Víctor Manuel Ochoa Cadavid       | 2015-2020  | Nomeado, Bispo da Colômbia, Militar |
| 8º                       | Julio César Vidal Ortiz           | 2011-2015  |                                     |
| 7º                       | Jaime Prieto Amaya †              | 2008-2010  |                                     |
| 6º                       | Oscar Urbina Ortega               | 1999-2007  | Nomeado Arcebispo de Villavicencio  |
| 5º                       | Rubén Salazar Gómez               | 1992-1999  | Nomeado Arcebispo de Barranquilla   |
| 4º                       | Alberto Giraldo Jaramillo, P.S.S. | 1983-1990  | Nomeado Arcebispo de Popayán        |
| 3º                       | Pedro Rubiano Sàenz †             | 1971-1983  | Nomeado Arcebispo coadjutor de Cali |
| 2º                       | Pablo Correa León †               | 1959-1970  |                                     |
| 1º                       | Luis Pérez Hernández, CIM †       | 1956-1959  |                                     |
| Administrador apostólico |                                   |            |                                     |
|                          | José Libardo Garcés Monsalve      | 2021       | Bispo de Málaga-Soatá               |